# Campeonato Africano de Futebol Feminino de 2004
O Campeonato Africano de Futebol Feminino de 2004 foi a sexta edição da prova organizada pela Confederação Africana de Futebol, organizado pela África do Sul entre 18 de Setembro e 3 de Outubro.

## Qualificação
Um total de 16 equipas nacionais participaram nas fases de qualificação. A qualificação foi em duas fases, com cada jogo a ser disputado a duas mãos.

## Primeira fase
| Equipe 1         | Total | Equipe 2 | 1.º jogo | 2.º jogo |
| ---------------- | ----- | -------- | -------- | -------- |
| Guiné Equatorial | 2-4   | Congo    | 2–2      | 0–2      |
| Tanzânia         | 5-1   | Eritreia | 4-0      | 1–1      |
| Malawi           | n/a   | Uganda   | n/p      | n/p      |

## Segunda fase
| Equipe 1 | Total | Equipe 2 | 1.º jogo | 2.º jogo |
| -------- | ----- | -------- | -------- | -------- |
| Congo    | 0-2   | Camarões | 0-2      | 0–0      |
| Malawi   | 0-9   | Etiópia  | 0-4      | 0-5      |
| Tanzânia | 0-7   | Zimbabwe | 0-3      | 0-4      |
| Mali     | 2-3   | Argélia  | 2-2      | 0-1      |
| Guiné    | 0-22  | Gana     | 0-13     | 0-9      |
| Senegal  | 3-12  | Nigéria  | 2-8      | 1-4      |
| RD Congo | n/a   | Gabão    | n/p      | n/p      |

- n/p: jogos não foram realzados, por faltas de comparência

## Fase final

### Grupo A
| Selecção      | Pts | J | V | E | D | GM | GS |
| ------------- | --- | - | - | - | - | -- | -- |
| Gana          | 9   | 3 | 3 | 0 | 0 | 7  | 1  |
| Etiópia       | 4   | 3 | 1 | 1 | 1 | 4  | 4  |
| Zimbabwe      | 4   | 3 | 1 | 1 | 1 | 3  | 4  |
| África do Sul | 0   | 3 | 0 | 0 | 3 | 2  | 7  |

| 18 de Setembro | África do Sul | 0 - 3 | Gana                                    |  |
|                |               |       | Anokyewaa 36' · Foriwa 50' · Asante 76' |  |

| 18 de Setembro | Zimbabwe    | 1 - 1 | Etiópia     |  |
|                | Gol marcado |       | Gol marcado |  |

| 21 de Setembro | Gana                              | 2 - 1     | Etiópia            |  |
|                | Anokyewaa 16' · Shibru 90' (p.b.) | Relatório | Yasine Zaytuna 60' |  |

| 21 de Setembro | África do Sul | 1 - 2     | Zimbabwe                  |  |
|                | Modise 5'     | Relatório | Moyo 32' · Mharakurwa 50' |  |

| 24 de Setembro | África do Sul | 1 - 2     | Etiópia                        |  |
|                | Monyepoa      | Relatório | Belay · Gebrekirstos 45' (pen) |  |

| 24 de Setembro | Gana                      | 2 - 0     | Zimbabwe |  |
|                | Bayor 18' · Anokyewaa 25' | Relatório |          |  |

### Grupo B
| Selecção | Pts | J | V | E | D | GM | GS |
| -------- | --- | - | - | - | - | -- | -- |
| Nigéria  | 7   | 3 | 2 | 1 | 0 | 9  | 2  |
| Camarões | 5   | 3 | 1 | 2 | 0 | 7  | 5  |
| Argélia  | 3   | 3 | 1 | 0 | 2 | 4  | 7  |
| Mali     | 1   | 3 | 0 | 1 | 2 | 2  | 8  |

| 19 de Setembro | Nigéria                                      | 4 - 0 | Argélia |  |
|                | Eze 42' · Ameh 50' · Nkwocha 70' · Okolo 75' |       |         |  |

| 19 de Setembro | Camarões         | 2 - 2 | Mali           |  |
|                | Mete 18' · Mbida |       | Diarra · Keita |  |

| 22 de Setembro | Argélia                                | 3 - 0     | Mali |  |
|                | Sedhane 11' · Imloul 45' · Laouadi 46' | Relatório |      |  |

| 22 de Setembro | Nigéria               | 2 - 2     | Camarões                |  |
|                | Nkwocha 9' · Uwak 70' | Relatório | Mekongo 60' · Bella 74' |  |

| 25 de Setembro | Nigéria        | 3 - 0     | Mali | Pretoria |
|                | Uwak · Nkwocha | Relatório |      |          |

| 25 de Setembro | Argélia    | 1 - 3     | Camarões                | Pretoria |
|                | Imloul 12' | Relatório | Mbida 29' 72' · Mekongo |          |

### Semifinais
| 28 de Setembro | Gana | 0 - 1 (a.p.) | Camarões  | Johannesburg Stadium |
|                |      | Relatório    | Bella 96' |                      |

| 28 de Setembro | Nigéria                              | 4 - 0 | Etiópia | Johannesburg Stadium |
|                | Uwak 3' 43' · Ekpo 20' · Nkwocha 68' |       |         |                      |

### Terceiro lugar
| 1 de Outubro | Gana | 0 - 0 6-5 g.p. | Etiópia | Johannesburg Stadium |
|              |      | Relatório      |         |                      |

### Final
| 3 de Outubro | Nigéria                             | 5 - 0     | Camarões | Johannesburg Stadium |
|              | Nkwocha 15' 38' 42' 60' · Okolo 82' | Relatório |          |                      |

## Premiação
| Campeonato Africano de Futebol Feminino de 2004 |
| ----------------------------------------------- |
| Nigéria Campeãs (sexto título)                  |